# Черкасов, Олег Васильевич
Олег Васильевич Черкасов (род. 1 июня 1969, Челябинск) — советский и российский хоккеист, нападающий. Мастер спорта России. Тренер.

## Биография
Воспитанник челябинского «Металлурга» с 11 лет, тренер Сергей Яценко. Выступал за команды «Металлург» / «Мечел» (1986/87 — 1987/88, 1990/91 — 1993/94), СКА Свердловск (1988/89 — 1989/90), «Трактор» (1991/92 — 1999/2000), «Надежда» Челябинск (1995/96), «Рубин» (2000/01), «Спутник» Нижний Тагил (2001/02), «Кедр» Новоуральск (2001/02 — 2002/03), «Сталь» Аша (2003/04).
Бронзовый призёр МХЛ 1993, 1994.
Тренер в «Мечеле» (2004—2007), «Газовике» (2008—2009). Тренер в школе «Трактора» (2009—2013, 2021—2025). Тренер в «Сарыарке» (ВХЛ, 2013/14), «Горняке» Рудный (Казахстан, 2014/15 — 2015/16). Тренер (2017/18 — 13 октября 2018; с 8 февраля 2025), главный тренер (13 октября 2018 — 30 января 2020) команды ВХЛ «Южный Урал» (тренер).
Бронзовый призёр чемпионата России 2010/11 («Трактор» 1994 г. р.), бронзовый призёр чемпионата России 2011/12 («Трактора» 1995 г.р.), чемпион ВХЛ и обладатель Кубка Братины 2013/14 («Сарыарка»), бронзовый призёр чемпионата Казахстана 2014/2015 и обладатель Кубка Казахстана 2015/16 («Горняк»).